# Autoserica clavata
Autoserica clavata är en skalbaggsart som beskrevs av Frey 1972. Autoserica clavata ingår i släktet Autoserica och familjen Melolonthidae. Inga underarter finns listade.